# Tiberius Claudius Maximus

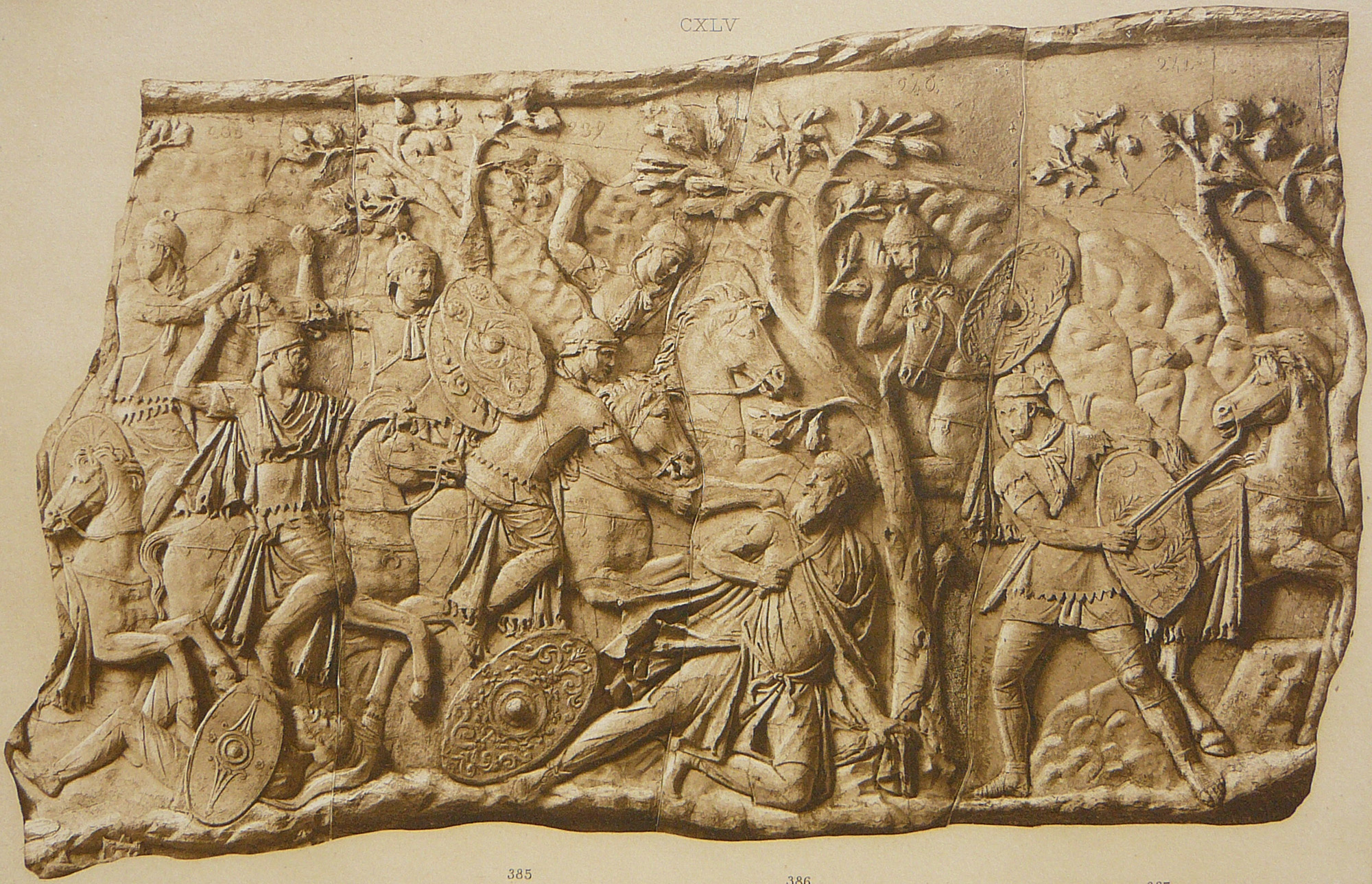
Sinuciderea lui Decebal, așa cum este înfățișată pe Columna lui Traian. Tiberius Claudius Maximus este călărețul din stânga lui Decebalus, care face semnul de dăruire a vieții (degetul mare ridicat)

Tiberius Claudius Maximus (n. cca. 65 d.Hr. – d. cca. 117 ) a fost un soldat roman care a servit în Legiunea a VII-a Claudia în războaiele daco-romane, în timpul împăraților Domițian și Traian. A participat alături de camarazii săi din legiune la prima și a doua bătălie de la Tapae. 
Tiberius Claudius Maximus s-a transferat mai apoi într-o unitate de cavalerie ca ofițer și a devenit purtător de stindard al cavaleriei. Pentru bravura arătată în luptă, împăratul Domițian l-a decorat. Pe vremea împăratului Traian a fost transferat la conducerea unei unități de cavalerie auxiliară de panonieni. În anul 106, în timpul războiului daco-roman, Tiberius Claudius Maximus a condus o subunitate de cercetași, care a primit ordinul să-l prindă pe regele dac fugar, Decebal. Înainte ca romanii să-l poată captura, Decebal s-a sinucis, tăindu-și gâtul cu „sica”, sabia curbată dacică. Momentul a fost ilustrat pe Columna lui Traian. Totuși Maximus a pretins, așa cum stă scris pe stela sa funerară descoperită la Filippi, Grecia, că a reușit să-l captureze pe Decebal mai înainte ca acesta să moară. Maximus i-a tăiat capul și mâna dreaptă regelui dac și le-a prezentat împăratului Traian, aflat la Ranisstorum. Traian l-a decorat pe Maximus, oferindu-i a doua medalie a vieții sale.
A ridicat un monument în Philippi (monument găzduit în zilele noastre în muzeul din Kavalla). Pe acest monument, alături de reprezentările celor două medalii primite în timpul serviciului său militar, se află și o inscripție prin care pretinde că el l-ar fi capturat pe Decebal în viață.
Tiberius Claudius Maximus a participat și la luptele cu parții. El a slujit în armată mai mult decât perioada contractată și a fost lăsat la vatră în provincia Mesopotamia.
Tiberius Claudius Maximus a murit după anul 117.